# Mentodus perforatus
Mentodus perforatus is een straalvinnige vissensoort uit de familie van glaskopvissen (Platytroctidae). De wetenschappelijke naam van de soort is voor het eerst geldig gepubliceerd in 1978 door Sazonov & Trunov.